# Naturschutzgebiet Balver Wald
Das Naturschutzgebiet Balver Wald ist ein 449,82 ha großes Naturschutzgebiet (NSG) nördlich von Balve im Märkischen Kreis in Nordrhein-Westfalen. Das NSG wurde 2015 vom Kreistag des Märkischen Kreises mit dem 2. Änderung Landschaftsplan Nr. 2 Balve-Mitteleres-Hönnetal erstmals ausgewiesen. 442 ha des NSG sind seit 2004 als FFH-Gebiet Balver Wald (Nr. DE-4613-303) ausgewiesen. Von 1989 bis 2015 gehörte das heutige NSG-Gebiet zum Landschaftsschutzgebiet Balve – Mittleres Hönnetal.

## Gebietsbeschreibung
Bei dem NSG handelt es sich um Teile des strukturreichen Waldgebietes Balver Wald. Hauptsächlich wird das Gebiet von Rotbuchenwäldern eingenommen. Dabei handelt es sich um Hainsimsen-Buchenwald  und Waldmeister-Buchenwald. Ferner finden sich auch Fichten- und Eichenwälder. Örtlich gibt es Erlen-Eschen- und Weichholz-Auenwälder. Etwa zwei Drittel des NSG waren 2015 als Hochwald ausgebildet, ungefähr ein Drittel besteht aus Stangenhölzern. Das stark reliefierte Gelände wird von vier natürlichen bis naturnahen Fließgewässern von Westen nach Osten durchflossen, die außerhalb des Gebietes in die Hönne münden.
Es wurden folgende Arten von gemeinschaftlichem Interesse nach FFH- oder Vogelschutzrichtlinie gefunden: Groppe, Schwarzspecht und Grauspecht.

## Schutzzweck, Verbote und Gebote
Das NSG wurde laut Landschaftsplan ausgewiesen:
- „zur Erhaltung und Entwicklung eines großflächigen unzerschnittenen Waldgebietes als Lebensraum seltener und gefährdeter Tier- und Pflanzenarten.“

Es wurden zudem fünf besondere Verbote für das Schutzgebiet erlassen:
- „die forstliche Nutzung der bodenständigen Waldbereiche (Hainsimsen-Buchenwälder, Erlen-Eschenwälder, Weichholz-Auenwälder), in denen die Beimischung nicht waldgesellschaftstypischer Baumarten weniger als 10% beträgt; ausgenommen bleiben einzelstammweise bis kleinfemelartige Nutzungen; darüber hinaus gehende forstliche Nutzungen sind nach Zustimmung der Unteren Landschaftsbehörde nur ausnahmsweise erlaubt, wenn sie den geschützten Lebensraumtyp nicht verschlechtern;
- die Wiederaufforstung in den unter dem ersten Spiegelstrich fallenden Waldbereichen sowie in Quellbereichen, Siepen und Bachtälern mit Nadelbäumen oder anderen im Naturraum nicht von Natur aus heimischen und standortgerechten Baumarten (§ 25 LG);
- mit Fahrzeugen außerhalb der Wege und Rückegassen Holz zu rücken;
- das Anlegen von Forstwirtschaftswegen oder deren Überführung in eine höhere Ausbaustufe ohne Einvernehmen mit der Unteren Forstbehörde und ohne Abstimmung mit der Unteren Landschaftsbehörde;
- die Erstellung jagdlicher Einrichtungen (z.B. Kanzeln) und die Durchführung von Hegemaßnahmen (z.B. Wildäsungsflächen, Fütterungen, künstliche Brutstätten). Ausgenommen sind die Errichtung offener Ansitzleitern und landschaftsangepasster Hochsitze sowie die Wildfütterung in Notzeiten im Sinne der Fütterungsverordnung NRW. Darüber hinaus bleiben Maßnahmen, die zwischen der Unteren Landschaftsbehörde und dem Jagdausübungsberechtigten einvernehmlich abgestimmt worden sind.“

Der Landschaftsplan führt zwei besondere Gebote für das NSG Balver Wald auf:
- „die Nadelholzbestände und Fehlbestockungen im Sinne des Schutzzweckes in bodenständiges Laubholz umzubauen;
- geeignete Entwicklungs- und Pflegemaßnahmen zur Erreichung des Schutzzweckes nach Maßgabe der unteren Landschaftsbehörde durchzuführen (gemäß § 26 LG).“[1]